# C. W. McCall
C. W. McCall (* 15. November 1928 in Audubon, Iowa; eigentlich William Dale Fries, Jr.; † 1. April 2022 in Ouray, Colorado) war ein US-amerikanischer Countrysänger. Am bekanntesten war er für seinen Nummer-eins-Hit Convoy von 1975, der Grundlage für den gleichnamigen Film von 1978 war.

## Leben
Als Kind zeigte Fries musikalisches Talent, war aber mehr am Zeichnen interessiert. Er studierte Kunst und Musik an der University of Iowa. Nach dem Abschluss arbeitete er als Zeichner bei einem Fernsehsender in Omaha, Nebraska. Zu Beginn der 1960er-Jahre wechselte er zu der ebenfalls in Omaha ansässigen Werbeagentur Bozell & Jacobs. Dort schuf er 1973 als Creative Director eine Fernseh-Werbekampagne für den Backwarenhersteller Metz Baking Company aus Sioux City. Die Werbefilme drehten sich um einen Lkw-Fahrer der fiktiven Old Home Bread Company namens C. W. McCall, seinen Hund Sloan und die Fernfahrergaststätte, die er oft besuchte, The Old Home Café. Fries schuf die Figur auf der Basis seiner eigenen Jugend in Iowa. Die Werbefilme wurden so erfolgreich, dass die Tageszeitung Des Moines Register ihre Sendezeiten im Fernsehprogramm auflistete, und wurden 1974 mit dem Werbepreis Clio Award als beste Kino- oder Fernsehkampagne ausgezeichnet. Das in einem der Werbefilme verwendete Lied Old Home Filler-Up an’ Keep on a-Truckin’ Café (Text und Gesang von Fries als C. W. McCall, Musik von Chip Davis, später bei der Gruppe Mannheim Steamroller), erreichte Platz 54 in den Billboard Hot 100. 1974 erschien ein erstes Album von C. W. McCall, Wolf Creek Pass, mit weiteren Liedern, und schaffte es auf Platz 4 der Country-Charts. Das Titellied Wolf Creek Pass erreichte 1975 Platz 40 der Billboard Hot 100. Das nächste Album, Black Bear Road von 1975, schaffte es auf Platz 1 der Country-Charts.
Convoy von 1975, eine Single aus diesem Album, ist McCalls bekanntestes Lied. Auf dem Höhepunkt der CB-Funk-Welle in den USA erschienen, erreichte der Titel, der von einem Fernfahrer-Aufstand erzählt, Nummer 1 sowohl der Country-Charts als auch der Billboard Hot 100 (10. Januar 1976). 1978 kam der auf diesem Lied basierende Film Convoy von Sam Peckinpah mit Kris Kristofferson, Ali MacGraw, Burt Young und Ernest Borgnine heraus. Für den Film schrieb McCall eine neue Version seines Hits.
McCall veröffentlichte vier weitere Alben; die Musik schrieb meist Davis, später auch andere. Mit dem Album Wilderness wandte er sich Umwelt-Themen zu. Nennenswerte Erfolge in den Pop-Charts erreichte er nicht mehr; die Single Roses For Mama aus dem gleichnamigen Album von 1977 erreichte Platz 2 der Country-Charts. Danach zog sich Fries/McCall für einige Jahre von der Musik-Szene zurück. Er verzog in die Kleinstadt Ouray in Colorado, wo er von 1986 bis 1992 für drei Amtsperioden zum Bürgermeister gewählt wurde.
1990 erschien die CD The Real McCall mit digitalen Neuaufnahmen alter McCall-Lieder und einem neuen Lied. 2003 wirkte er bei dem Album American Spirit der Gruppe Mannheim Steamroller mit, das Neuaufnahmen von Convoy und Wolf Creek Pass enthält. Zusammen mit seiner Frau Rena Jay lebte Fries in Ouray, Colorado.
McCall erlag am 1. April 2022 im Alter von 93 Jahren den Folgen einer Krebserkrankung.

## Diskografie

### Alben
| Jahr | Titel           | Höchstplatzierung, Gesamtwochen, AuszeichnungChartplatzierungen (Jahr, Titel, Platzierungen, Wochen, Auszeichnungen, Anmerkungen) | Höchstplatzierung, Gesamtwochen, AuszeichnungChartplatzierungen (Jahr, Titel, Platzierungen, Wochen, Auszeichnungen, Anmerkungen) | Höchstplatzierung, Gesamtwochen, AuszeichnungChartplatzierungen (Jahr, Titel, Platzierungen, Wochen, Auszeichnungen, Anmerkungen) | Höchstplatzierung, Gesamtwochen, AuszeichnungChartplatzierungen (Jahr, Titel, Platzierungen, Wochen, Auszeichnungen, Anmerkungen) | Höchstplatzierung, Gesamtwochen, AuszeichnungChartplatzierungen (Jahr, Titel, Platzierungen, Wochen, Auszeichnungen, Anmerkungen) | Anmerkungen              |
| Jahr | Titel           | DE | AT | UK | US | Country | Anmerkungen              |
| ---- | --------------- | --- | --- | --- | --- | --- | ------------------------ |
| 1975 | Wolf Creek Pass | — | — | — | US143 (9 Wo.)US | Country4 (23 Wo.)Country |                          |
| 1975 | Black Bear Road | — | — | — | US12 Gold · (19 Wo.)US | Country1 (28 Wo.)Country |                          |
| 1976 | Wilderness      | — | — | — | US143 (4 Wo.)US | Country9 (12 Wo.)Country |                          |
| 1977 | Rubber Duck     | — | — | — | — | Country29 (8 Wo.)Country |                          |
| 1978 | Roses for Mama  | — | — | — | — | Country22 (13 Wo.)Country |                          |
| 2003 | American Spirit | — | — | — | US78 (8 Wo.)US | — | mit Mannheim Steamroller |

Weitere Alben
- 1979: C. W. McCall and Co.
- 1979: San Juan Odyssey (mit London Symphony Orchestra)
- 1990: The Real McCall: An American Storyteller

### Kompilationen
| Jahr | Titel                        | Höchstplatzierung, Gesamtwochen, AuszeichnungChartplatzierungen (Jahr, Titel, Platzierungen, Wochen, Auszeichnungen, Anmerkungen) | Höchstplatzierung, Gesamtwochen, AuszeichnungChartplatzierungen (Jahr, Titel, Platzierungen, Wochen, Auszeichnungen, Anmerkungen) | Höchstplatzierung, Gesamtwochen, AuszeichnungChartplatzierungen (Jahr, Titel, Platzierungen, Wochen, Auszeichnungen, Anmerkungen) | Höchstplatzierung, Gesamtwochen, AuszeichnungChartplatzierungen (Jahr, Titel, Platzierungen, Wochen, Auszeichnungen, Anmerkungen) | Höchstplatzierung, Gesamtwochen, AuszeichnungChartplatzierungen (Jahr, Titel, Platzierungen, Wochen, Auszeichnungen, Anmerkungen) | Anmerkungen |
| Jahr | Titel                        | DE | AT | UK | US | Country | Anmerkungen |
| ---- | ---------------------------- | --- | --- | --- | --- | --- | ----------- |
| 1978 | C. W. McCall’s Greatest Hits | — | — | — | — | Country45 (4 Wo.)Country |             |

Weitere Kompilationen
- 1989: Four Wheel Cowboy
- 1991: The Legendary C. W. McCall
- 1997: The Best of C. W. McCall

### Singles
| Jahr | Titel Album                                                         | Höchstplatzierung, Gesamtwochen, AuszeichnungChartplatzierungen (Jahr, Titel, Album, Platzierungen, Wochen, Auszeichnungen, Anmerkungen) | Höchstplatzierung, Gesamtwochen, AuszeichnungChartplatzierungen (Jahr, Titel, Album, Platzierungen, Wochen, Auszeichnungen, Anmerkungen) | Höchstplatzierung, Gesamtwochen, AuszeichnungChartplatzierungen (Jahr, Titel, Album, Platzierungen, Wochen, Auszeichnungen, Anmerkungen) | Höchstplatzierung, Gesamtwochen, AuszeichnungChartplatzierungen (Jahr, Titel, Album, Platzierungen, Wochen, Auszeichnungen, Anmerkungen) | Höchstplatzierung, Gesamtwochen, AuszeichnungChartplatzierungen (Jahr, Titel, Album, Platzierungen, Wochen, Auszeichnungen, Anmerkungen) | Anmerkungen                               |
| Jahr | Titel Album                                                         | DE | AT | UK | US | Country | Anmerkungen                               |
| ---- | ------------------------------------------------------------------- | --- | --- | --- | --- | --- | ----------------------------------------- |
| 1974 | Old Home Filler-Up an’ Keep On-a-Truckin’ Cafe Wolf Creek Pass      | — | — | — | US54 (7 Wo.)US | Country19 (11 Wo.)Country |                                           |
| 1975 | Wolf Creek Pass                                                     | — | — | — | US40 (11 Wo.)US | Country12 (16 Wo.)Country |                                           |
| 1975 | Classified Wolf Creek Pass                                          | — | — | — | — | Country13 (12 Wo.)Country |                                           |
| 1975 | Black Bear Road                                                     | — | — | — | — | Country24 (11 Wo.)Country | B-Seite von Four Wheel Drive              |
| 1975 | Convoy Black Bear Road                                              | DE43 (5 Wo.)DE | AT19 (4 Wo.)AT | UK2 Silber · (10 Wo.)UK | US1 Gold · (16 Wo.)US | Country1 (15 Wo.)Country | Charteintritt in AT erst im Dezember 1978 |
| 1976 | There Won’t Be No Country Music (There Won’t Be No Rock ’n’ Roll) – | — | — | — | US73 (4 Wo.)US | Country19 (10 Wo.)Country |                                           |
| 1976 | Crispy Critters Wilderness                                          | — | — | — | — | Country32 (9 Wo.)Country | B-Seite von Jackson Hole                  |
| 1976 | Four Wheel Cowboy Wilderness                                        | — | — | — | — | Country88 (4 Wo.)Country |                                           |
| 1977 | ’Round the World with the Rubber Duck Rubber Duck                   | — | — | — | — | Country40 (8 Wo.)Country |                                           |
| 1977 | Audubon Rubber Duck                                                 | — | — | — | — | Country56 (7 Wo.)Country |                                           |
| 1977 | Roses for Mama                                                      | — | — | — | — | Country2 (16 Wo.)Country |                                           |
| 1979 | Outlaws and Lone Star Beer C. W. McCall & Co.                       | — | — | — | — | Country81 (4 Wo.)Country |                                           |

Weitere Singles
- 1975: Four Wheel Drive
- 1976: Jackson Hole
- 1977: Old Glory
- 1978: Outlaws and Lone Star Beer
- 1980: Kidnap America
- 1985: Pine Tar Wars

## Auszeichnungen für Musikverkäufe
| Goldene Schallplatte - Kanada - 1976: für das Album Black Bear Road |

Anmerkung: Auszeichnungen in Ländern aus den Charttabellen bzw. Chartboxen sind in ebendiesen zu finden.
| Land/RegionAuszeichnungen für Musikverkäufe (Land/Region, Auszeichnungen, Verkäufe, Quellen) | Silber  | Gold     | Platin | Verkäufe  | Quellen         |
| -------------------------------------------------------------------------------------------- | ------- | -------- | ------ | --------- | --------------- |
| Kanada (MC)                                                                                  | —       | Gold1    | —      | 50.000    | musiccanada.com |
| Vereinigte Staaten (RIAA)                                                                    | —       | 2× Gold2 | —      | 1.500.000 | riaa.com        |
| Vereinigtes Königreich (BPI)                                                                 | Silber1 | —        | —      | 250.000   | bpi.co.uk       |
| Insgesamt                                                                                    | Silber1 | 3× Gold3 | —      |           |                 |